# Icém
Icém este un oraș în São Paulo (SP), Brazilia.